# David Retamal
David Matías Retamal Bascur (* 14. April 2003 in Santiago de Chile) ist ein chilenischer Fußballspieler auf der Position des Innenverteidigers.

## Karriere
Ab 2023 trainierte David Retamal bei der Profimannschaft von CF Universidad de Chile mit und unterschrieb dann im Januar 2024 seinen ersten Profivertrag. Am 7. April gab der Innenverteidiger sein Debüt in der Primera División gegen Unión Española.